# West Clarkston–Highland
West Clarkston–Highland az Amerikai Egyesült Államok északnyugati részén, Washington állam Asotin megyéjében elhelyezkedő statisztikai település. A 2010. évi népszámlálási adatok alapján 5261 lakosa van.

## Népesség
A 2010-es népszámláláskor  5261 lakója, 2265 háztartása és 1424 családja volt. A népsűrűség 762,5 fő/km2. A lakóegységek száma 2390, sűrűségük 346,4 db/km2. A lakosok 94,4%-a fehér, 0,3%-a afroamerikai, 1,3%-a indián, 0,5%-a ázsiai, 0,2%-a a Csendes-óceáni szigetekről származik, 0,8%-a egyéb, 2,5%-a pedig kettő vagy több etnikumú. A spanyol vagy latino származásúak aránya 3% (2,2% mexikói, 0,1% Puerto Ricó-i, 0,1% kubai, 0,6% egyéb spanyol vagy latino származású.)
A háztartások 23,8%-ában élt 18 évnél fiatalabb. 43,9% házas, 13,9% egyedülálló nő, 5% egyedülálló férfi, 37,1% pedig nem család. 29,7% egyedül élt; 13,5%-uk 65 éves vagy idősebb. Egy háztartásban átlagosan 2,31 személy élt; a családok átlagmérete 2,81 fő.
A medián életkor 42,6 év volt. Lakóinak 21,5%-a 18 évesnél fiatalabb, 6,5% 18 és 24 év közötti, 21,9%-uk 25 és 44 év közötti, 27,8%-uk 45 és 64 év közötti, 19,9%-uk pedig 65 éves vagy idősebb. A lakosok 47,9%-a férfi, 52,1%-a pedig nő.